# Demografía política
La demografía política es el estudio de la relación entre política y cambio de población. El cambio de población está impulsado por mecanismos demográficos clásicos: nacimiento, muerte, estructura de edad y migración.
Sin embargo, en la demografía política, siempre hay margen para la asimilación, así como para el cambio de límites e identidad, que pueden volver a trazar los límites de las poblaciones de una manera que no es posible con las poblaciones biológicas. Por lo general, las proyecciones político-demográficas pueden tener en cuenta tanto los factores demográficos como las transiciones provocadas por el cambio social. Un líder notable en el área de proyección de la población sub-estatal es el Programa de Población Mundial del Instituto Internacional de Análisis de Sistemas Aplicados (IIASA) en Laxenburg, Austria.
Algunas de las cuestiones que se estudian en el contexto de la demografía política son: oleadas de jóvenes en el mundo en desarrollo, aumento significativo del envejecimiento en el mundo desarrollado y el impacto de la creciente urbanización. Los demógrafos políticos estudian temas como el crecimiento de la población en un contexto político. El crecimiento de una población se ve afectado por el equilibrio relativo de variables como la mortalidad, la fertilidad y la inmigración.
Muchas de las naciones más poderosas del mundo actual están envejeciendo rápidamente, en gran parte como resultado de importantes disminuciones en las tasas de fertilidad y grandes aumentos en la esperanza de vida. A medida que se reduzca la mano de obra en estas naciones y aumente el gasto en las personas mayores, es probable que sus economías se desaceleren. Para 2050, se prevé que la fuerza laboral en Japón y Rusia disminuirá en más del 30 por ciento, mientras que se espera que la fuerza laboral alemana disminuya en un 25 por ciento para ese año. Los gobiernos de estos países han contraído compromisos financieros con las personas mayores de sus poblaciones que consumirán enormes porcentajes de su PIB nacional. Por ejemplo, según las cifras actuales, estos compromisos consumirán más del 25% del PIB nacional de Japón, Francia y Alemania para 2040.

## Demografía y evolución política
El éxito reproductivo diferencial es el mecanismo a través del cual tiene lugar la evolución. Durante gran parte de la historia de la humanidad, esto ocurrió a través de migraciones y guerras de conquista, y las enfermedades y la mortalidad a través del hambre y la guerra afectaron el poder de los imperios, las tribus y las ciudades-estado. La fecundidad diferencial también influyó, aunque por lo general reflejaba la disponibilidad de recursos más que factores culturales. Aunque la cultura ha usurpado en gran medida este papel, algunos afirman que la demografía diferencial sigue afectando la evolución cultural y política.

## Transición desigual, democratización y globalización
La transición demográfica desde finales del siglo XVIII en adelante abrió la posibilidad de que se produjeran cambios significativos dentro y entre las unidades políticas. Aunque los escritos de Polibio y Cicerón en la época clásica lamentaban la baja fertilidad de la élite patricia frente a sus competidores bárbaros más fecundos, fertilidad diferencial probablemente ha surgido solo recientemente como un aspecto central de la demografía política.
Esto se debe a los avances médicos que han reducido la mortalidad infantil, mientras que las migraciones de conquista se han desvanecido como un factor en la historia mundial. Las diferencias en los niveles de inmunidad a las enfermedades infecciosas entre poblaciones tampoco juegan un papel importante en nuestra era de la medicina moderna y la exposición generalizada a un grupo común de enfermedades.
No es tanto la trayectoria de la transición demográfica lo que cuenta sino el hecho de que se ha vuelto más intensa y desigual a fines del siglo XX a medida que se ha extendido al mundo en desarrollo. Las transiciones desiguales se prestan a tasas de crecimiento diferenciales entre los grupos contendientes. Estos cambios, a su vez, se ven magnificados por la democratización, que afianza el gobierno de la mayoría y privilegia el poder de los números en la política como nunca antes.
De hecho, en muchas nuevas democracias divididas por conflictos étnicos y religiosos, las elecciones son similares a los censos, mientras que los grupos buscan "ganar el censo". Los partidos étnicos luchan por aumentar sus distritos electorales a través del pronatalismo ("wombfare"), oponerse a la planificación familiar y disputar los resultados de las elecciones y el censo.

### Conflicto étnico, nacional y de civilización
Una rama de la demografía política examina cómo las diferencias en el crecimiento de la población entre estados-nación, religiones, grupos étnicos y civilizaciones afectan el equilibrio de poder entre estos actores políticos. Por ejemplo, se proyectaba que Etiopía tendría una población más grande que Rusia en 2020, y si bien había 3,5 europeos por africano en 1900, habrá cuatro africanos por cada europeo en 2050. La población siempre ha contado hasta cierto punto para el poder nacional y es poco probable que estos cambios no afecten al sistema mundial.
La misma dinámica puede observarse dentro de los países debido al crecimiento de la población étnica diferencial. Los católicos irlandeses en Irlanda del Norte aumentaron su participación en la población a través de tasas de natalidad más altas y el impulso de una estructura de edad joven de 35 a casi 50 por ciento del total entre 1965 y 2011. Cambios similares, también afectados por la inmigración y la emigración, han tenido lugar, entre otros, en los Estados Unidos (hispanos), Israel-Palestina (judíos y árabes), Kosovo (albaneses), Líbano (chiitas, con declive de cristianos) y Nagorno-Karabaj (armenios).
En Estados Unidos, el crecimiento de hispanos y asiáticos, y el perfil de edad juvenil de los hispanos en comparación con los blancos, tiene el potencial de alejar a más estados del Partido Republicano. Por otro lado, la ventaja de fertilidad de los votantes blancos conservadores sobre los liberales es significativa y está en aumento, por lo que los republicanos están preparados para ganar una mayor proporción del voto blanco, especialmente en el largo plazo de 50 a 100 años.
Según el académico londinense Eric Kaufmann, las altas tasas de natalidad de fundamentalistas religiosos frente a seculares y moderados han contribuido a un aumento del fundamentalismo religioso y a la disminución de la religión moderada dentro de los grupos religiosos, como en Israel, Estados Unidos y Oriente Medio musulmán. Kaufmann, armado con datos empíricos de varios países, también postula que esto se verá reforzado por las mayores tasas de retención de fundamentalistas religiosos, con individuos en hogares fundamentalistas religiosos menos propensos a convertirse en no observadores religiosos que otros.

## Estructura de edad y política

### Aumento de jóvenes
Una segunda vía de investigación considera las estructuras de edad: ya sean estos "aumentos de jóvenes" o poblaciones que envejecen. Las poblaciones jóvenes están asociadas a una proporción de dependientes a productores: una alta proporción de la población menor de 16 años ejerce presión sobre los recursos. Un 'aumento de jóvenes' de aquellos en el grupo de 16 a 30 crea un conjunto diferente de problemas.
Una gran población de adolescentes que ingresa a la fuerza laboral y el electorado presiona las costuras de la economía y la política, que fueron diseñadas para poblaciones más pequeñas. Esto crea desempleo y alienación a menos que se creen nuevas oportunidades con la suficiente rapidez, en cuyo caso se acumula un "dividendo demográfico" porque los trabajadores productivos superan a los dependientes jóvenes y ancianos. Sin embargo, el rango de edad de 16 a 30 está asociado con la asunción de riesgos, especialmente entre los hombres.
En general, el aumento de jóvenes en los países en desarrollo está asociado con un mayor desempleo y, como resultado, un mayor riesgo de violencia e inestabilidad política. Para algunos, la transición a estructuras de edad más maduras es casi una condición sine qua non para la democratización.

### Envejecimiento de la población
El envejecimiento de la población presenta el efecto contrario: las poblaciones de mayor edad corren menos riesgos y son menos propensas a la violencia y la inestabilidad. Sin embargo, al igual que los menores de 16 años, ejercen una gran presión sobre la red de seguridad social, especialmente en países comprometidos con la prestación de servicios para la vejez y la atención médica de alta calidad.
Algunos observadores creen que la llegada de un planeta mucho más antiguo, cortesía de la fertilidad por debajo del reemplazo en Europa, América del Norte, China y gran parte del resto de Asia y América Latina, producirá una "paz geriátrica". A otros les preocupa que el envejecimiento de la población arruine el estado de bienestar y obstaculice la capacidad de las democracias liberales occidentales de proyectar poder en el exterior para defender sus intereses. Un clima más cauteloso también podría presagiar un crecimiento económico más lento, menos espíritu empresarial y una productividad reducida en las democracias maduras.
También es posible que el envejecimiento conduzca a una inflación más baja, ya que las personas mayores son reacias a la inflación y políticamente poderosas. Sin embargo, algunos argumentan que las personas mayores en el mundo desarrollado tienen una productividad, capital humano y mejor salud mucho más altos que sus contrapartes en los países en desarrollo, por lo que los efectos económicos del envejecimiento de la población se mitigarán en gran medida.

## Otras ramas de la demografía política
Otras áreas de la demografía política abordan el impacto político de las proporciones de sexo sesgadas (generalmente causadas por el infanticidio o la negligencia femenina), la urbanización, la migración global y los vínculos entre la población, el medio ambiente y los conflictos.

## Disciplina emergente
El estudio de la demografía política se encuentra en sus primeras etapas y se remonta a las obras de figuras como Jack Goldstone, a quien a menudo se considera el padre de la demografía política. Desde el año 2000, el tema ha llamado la atención de políticos y periodistas y ahora está emergiendo como un subcampo académico. Los paneles sobre demografía política aparecen en conferencias de demografía como la Asociación de Población de América (PAA) y la Asociación Europea de Estudios de Población (EAPS). Ahora hay una sección de demografía política en la Asociación de Estudios Internacionales. Desde 2006 también se han celebrado importantes conferencias internacionales sobre el tema.